# Distretto di Derhači
Il distretto di Derhači (in ucraino Дергачівський район?) era un distretto (rajon) dell'Ucraina, situato nell'oblast' di Charkiv. Il suo capoluogo era Derhači.
È stato soppresso con la riforma amministrativa del 2020.